# Erodium jahandiezianum
Erodium jahandiezianum là một loài thực vật có hoa trong họ Mỏ hạc. Loài này được Emb., Maire & Weiller mô tả khoa học đầu tiên năm 1931.